# Miennaskjeret
 (février 2022).
Miennaskjeret, en same du Nord Miennalásis, est une petite île de Norvège située dans la commune de Sør-Varanger dans la mer de Barents. 
Elle est parfois transformée en presqu'île par la présence d'un banc de pierres s'étendant du continent à sa côte.